# Steyr SSG 08
Steyr SSG08 (z německého Scharfschützengewehr 2008, ostrostřelecká puška) je rakouská opakovací a odstřelovací puška vyvinutá a vyráběná společností Steyr Mannlicher. Puška je výsledkem dalšího vývoje modelu SSG04.

## Design
Jedná se o vysoce přesnou opakovací odstřelovací pušku, se sklopnou pažbou a nastavitelnou lícnicí a zadním plechem. Je vybavena dvojnožkou a podpůrnou nožkou pod pažbou pro větší stabilitu. Rukojeť je přizpůsobitelná. Puška má lištu Picatinny pro montáž optiky a oproti svému předchůdci má vylepšenou úsťovou brzdu se schopností připojit tlumič .
Společnost Steyr tvrdí, že na vývoji modelu roku 2008 měla podíl rakouská protiteroristická jednotka EKO Kobra. SSG 08 využívá závěr Safe Bolt System (SBS), za studena kované hlavně, spouštěcí jednotky a zásobníky svého předchůdce SSG04, ale je vybavena pažbou z hliníkové slitiny s bočně sklopným, plně nastavitelným zadkem a dalšími lištami Picatinny na předpažbí.
Je také vybavena volně uloženou, za studena kovanou těžkou hlavní, která je k dispozici v délkách 510 mm (.308 Winchester), 600 mm (0.243 Winchester, .308 Winchester, 0.300 Winchester Magnum) a 690 mm (.338 Lapua Magnum). Podávání nábojů je z odnímatelných dvousloupových zásobníků, které pojmou deset .243 Winchester nebo .308 Winchester, osm .300 Winchester Magnum nebo šest .338 Lapua Magnum nábojů. Jednostupňová spoušť je z výroby nastavena na optimální výkon, ale může být nastavena uživatelem. Není vybavena mířidly.